# Thomomys clusius
Thomomys clusius és una espècie de mamífer rosegador de la família dels geòmids. És endèmic del sud de Wyoming (Estats Units). Es tracta d'una espècie excavadora que s'alimenta principalment d'arrels, tubercles i vegetació de superfície. Els seus hàbitats naturals són els sòls gravencs, blans i ben drenats situats al cim de les crestes. Es creu que no hi ha cap amenaça significativa per a la supervivència d'aquesta espècie, tot i que al seu entorn s'estan construint carreteres i infraestructures d'extracció de gas natural.